# アメリカ (強襲揚陸艦)
アメリカ（英語: USS America, LHA-6）は、アメリカ海軍の強襲揚陸艦であり、アメリカ級強襲揚陸艦の1番艦である。同名の艦としては4代目。

## 艦歴
2009年7月17日、ミシシッピ州パスカグーラのインガルス造船所で起工。2012年6月4日に進水、2014年10月11日にサンディエゴ海軍基地で就役した。
2019年1月30日、「ワスプ」に代わって在日米軍佐世保基地に配備される方針が発表され、同年4月26日、ドック能力補完のためのドック型揚陸艦「ニューオリンズ」と共に日本に配備されることが発表された。
同年12月6日、佐世保基地に配備され、午前7時40分ごろ同基地に入港した。
2020年10月20日、三沢基地航空自衛隊所属のF-35らと太平洋沖で共同訓練を行った。航空自衛隊所属のF-35Aが米海軍の軍艦との共同訓練を行ったのはこれが初である。
2021年6月12日から同月14日まフィリピン海にて演習を行った。本艦に搭載されるF-35の夜間飛行訓練も行われ、随伴艦としてドック型揚陸艦「ニューオリンズ」、ドック型揚陸艦「ジャーマンタウン」が参加した。
同年7月14日から同月31日にかけて共同訓練「タリスマンセイバー」にドック型輸送揚陸艦「ニューオリンズ」、ドック型揚陸艦「ジャーマンタウン」、ミサイル駆逐艦「ラファエル・ペラルタ」、補給艦「アラン・シェパード」、給油艦「ラパハノック」らと参加した。
同年8月22日から同月24日にかけて、本艦を中心とする遠征打撃群（AMA ESG）はイギリス海軍空母「クイーン・エリザベス」を中心とする英国空母打撃群（CSG21）と共同訓練を実施し、24日には海上自衛隊ヘリコプター搭載護衛艦「いせ」、護衛艦「あさひ」を加え、日米英蘭の共同訓練を実施した。
同年11月3日、東シナ海において海上自衛隊護衛艦「いせ」、「はるさめ」、「あさひ」、ミサイル艇「おおたか」、掃海艇「ひらしま」、「やくしま」、「たかしま」と日米共同訓練を実施した。

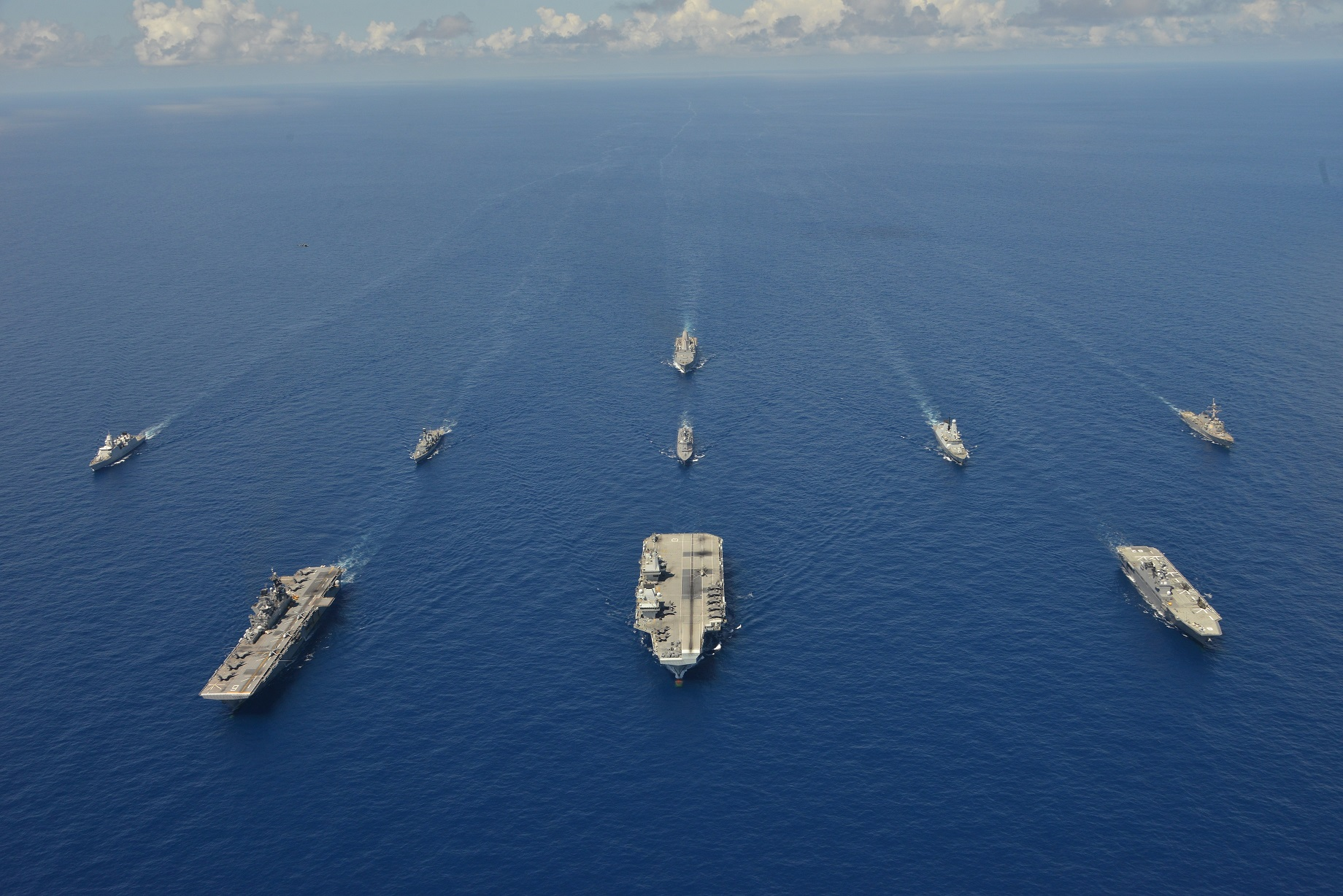
日英蘭の艦艇と共同訓練中のアメリカ（左手前）

2023年2月20日、大阪に寄港。アメリカの艦船が大阪港に入港するのは7年ぶり。

## 参照
- アメリカ (CV-66)：キティホーク級航空母艦3番艦。1996年退役。